# Museu del Fòrum de Caesaraugusta

Caesaraugusta sobre un plànol modern de Saragossa
1.- Decumanus
2.- Cardo
3.- Fòrum
4.- Port fluvial
5.- Termes públiques
6.- Teatre
7.- Muralla

El Museu del Fòrum de Caesaraugusta és un espai museístic de la ciutat de Saragossa (Espanya) en el qual es mostren les restes del fòrum de l'antiga ciutat romana de Caesaraugusta.
Està situat sota el subsòl de la Plaça de la Seo, i l'accés es realitza a través d'un prisma de plaques d'ònix iranià.
El museu exhibeix restes arqueològiques excavades durant els anys 1988 i 1989 pertanyents a dues èpoques diferents:
- de l'època fundacional (segle i aC) de l'emperador August; es mostra un mercat, un clavegueram i canonades d'aigua potable.
- de l'època del seu successor Tiberi; es conserven restes de l'esplèndid fòrum urbà, una claveguera, canals i algunes fonamentacions.

A Caesaraugusta, el fòrum se situava a prop del port fluvial pel seu paper dinamitzador de l'economia constituint el punt neuràlgic de la vida social de la ciutat. El museu del fòrum ofereix al visitant una mostra de la vida quotidiana de la ciutat durant el segle i, poc després de la seva fundació.

## Galeria d'imatges

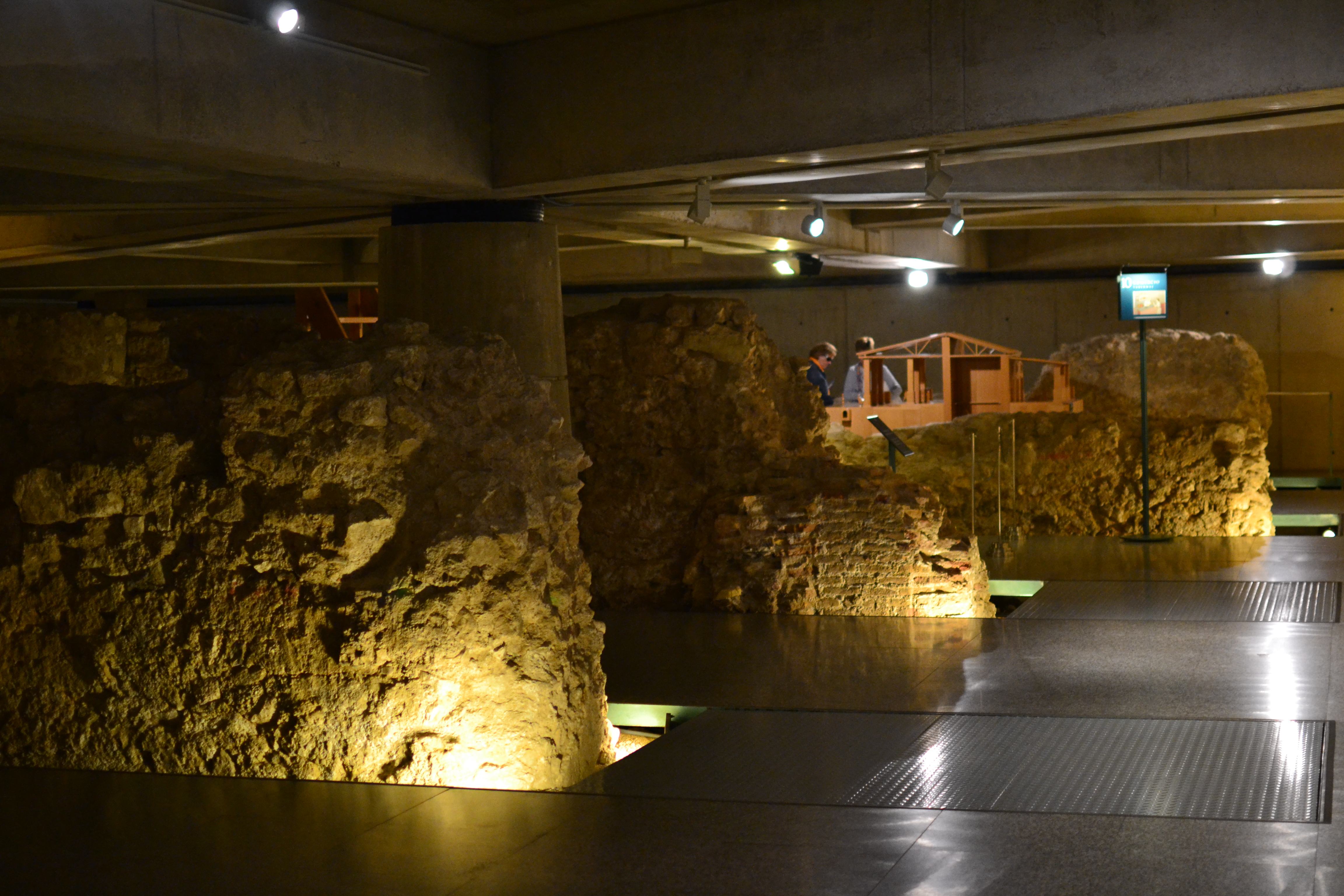
Antiga estructura
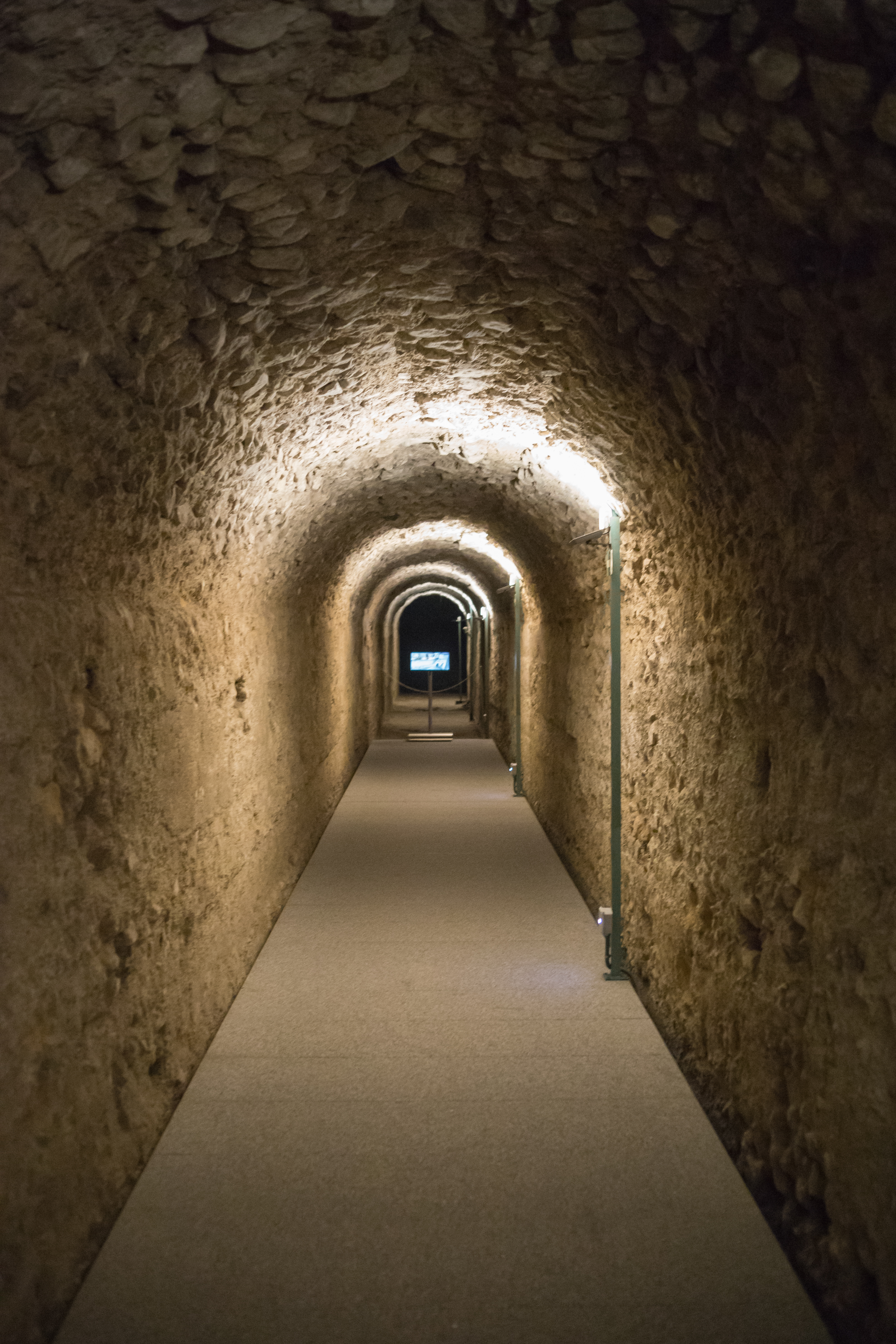
Clavegueram al museu
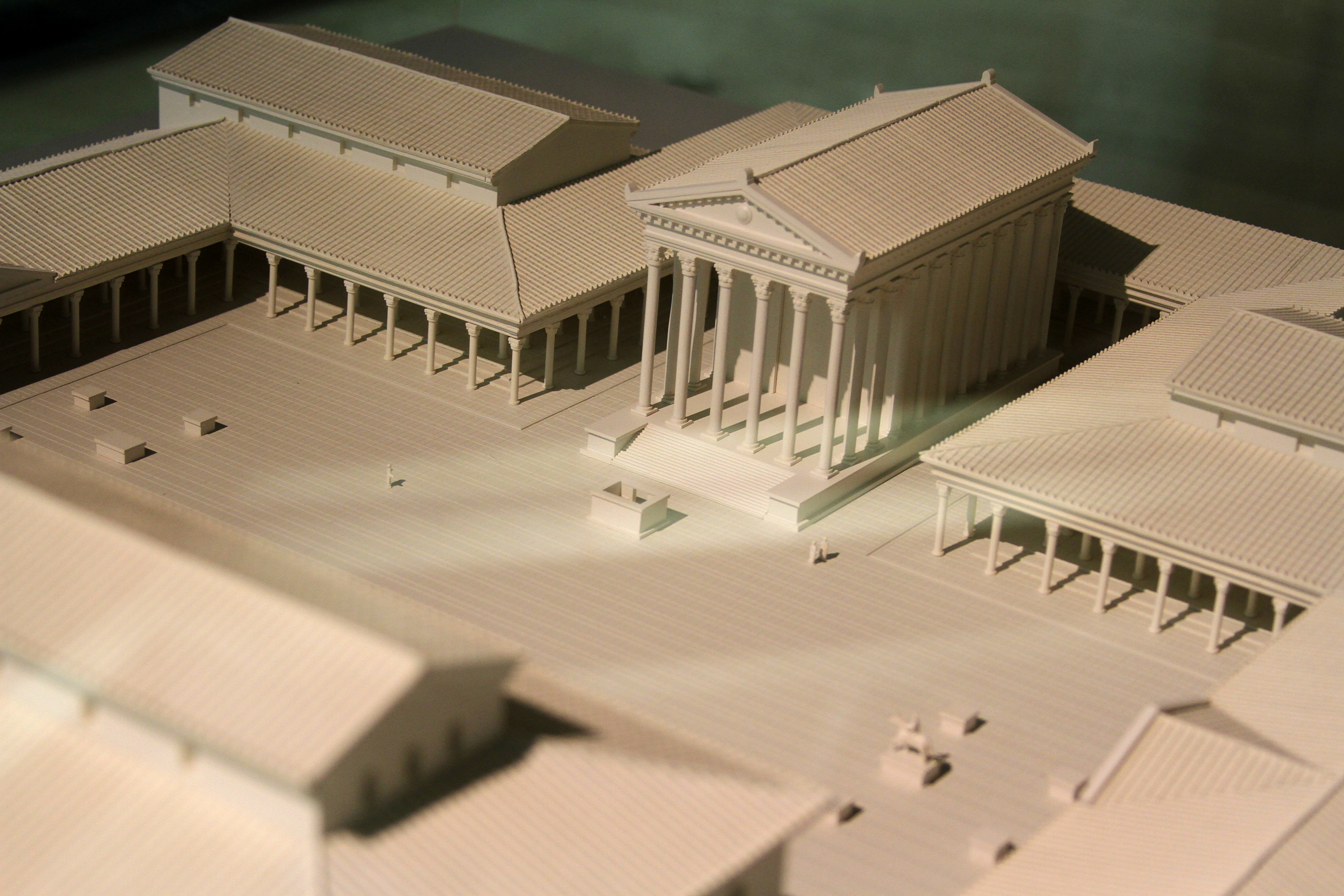
Maqueta
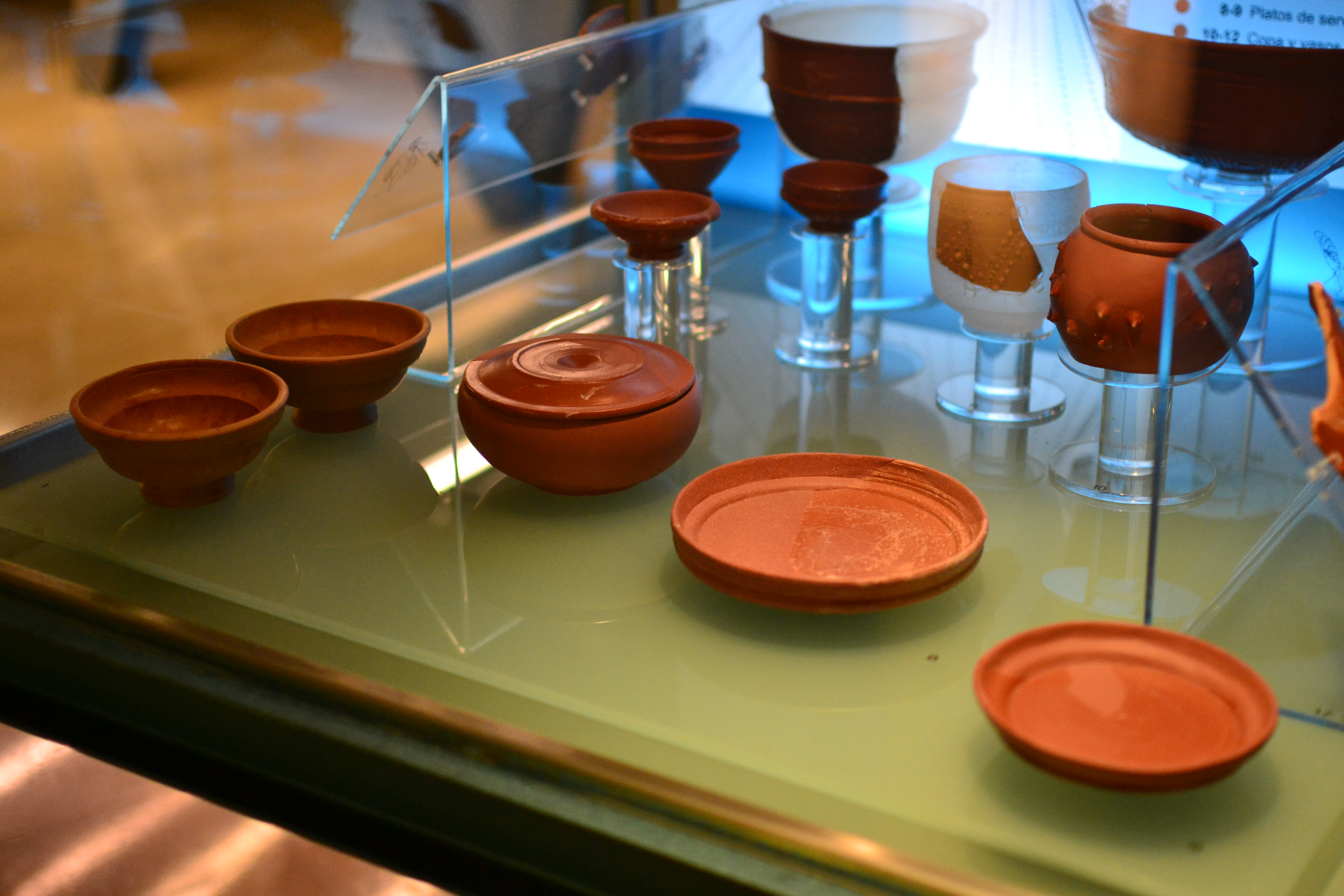
Plats i bols
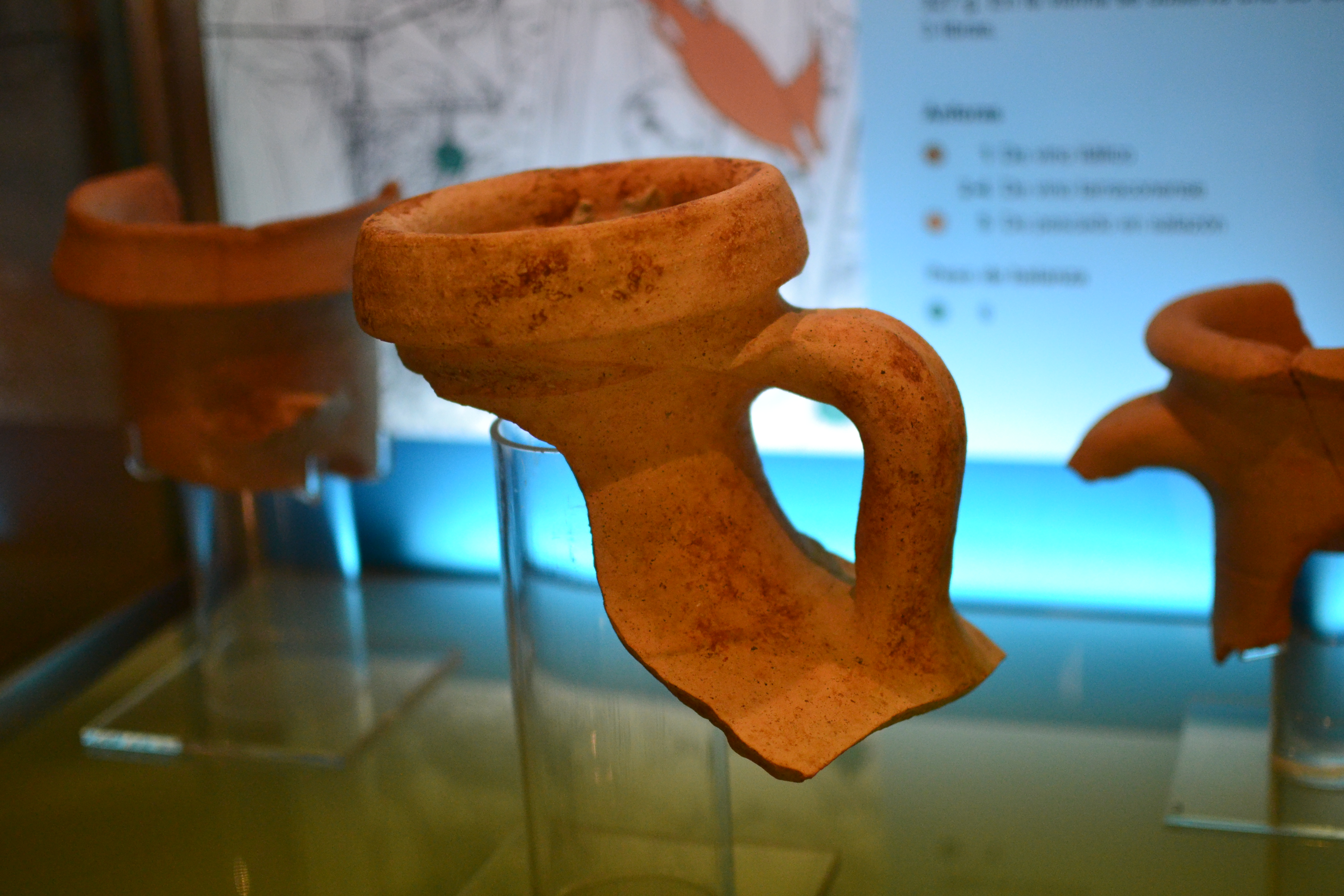
Restes d'àmfores
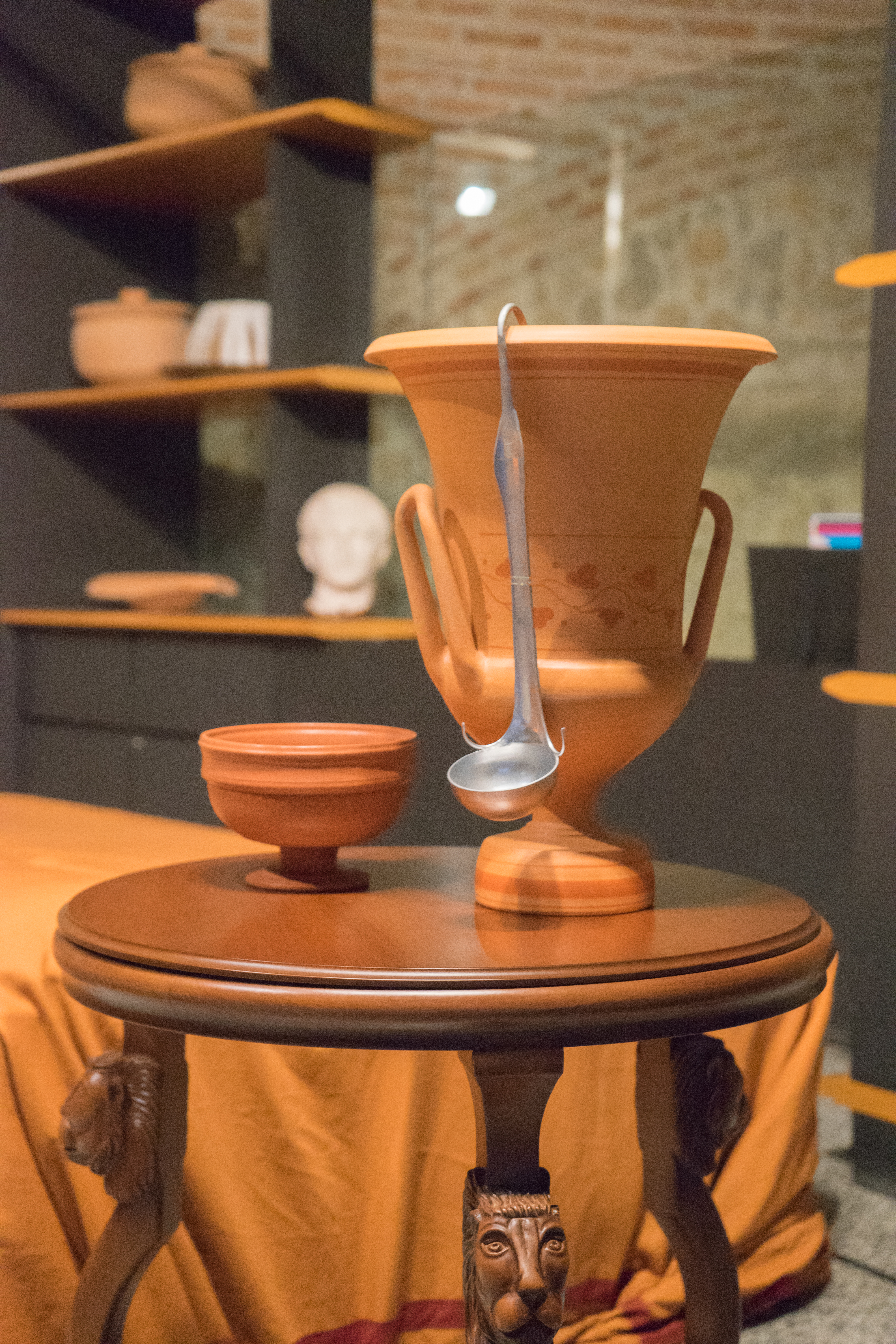
Reproducció d'estris
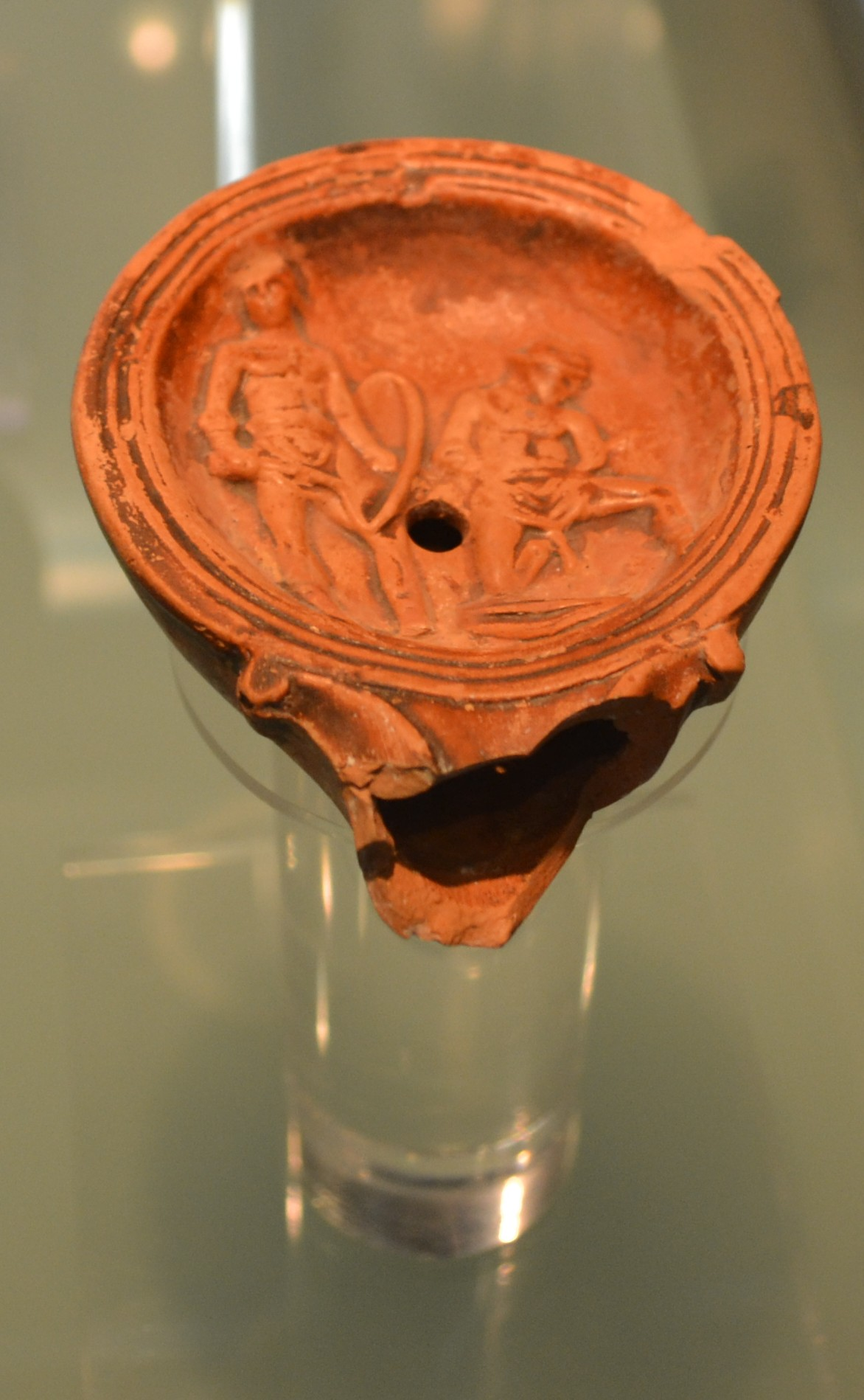
Llàntia d'oli
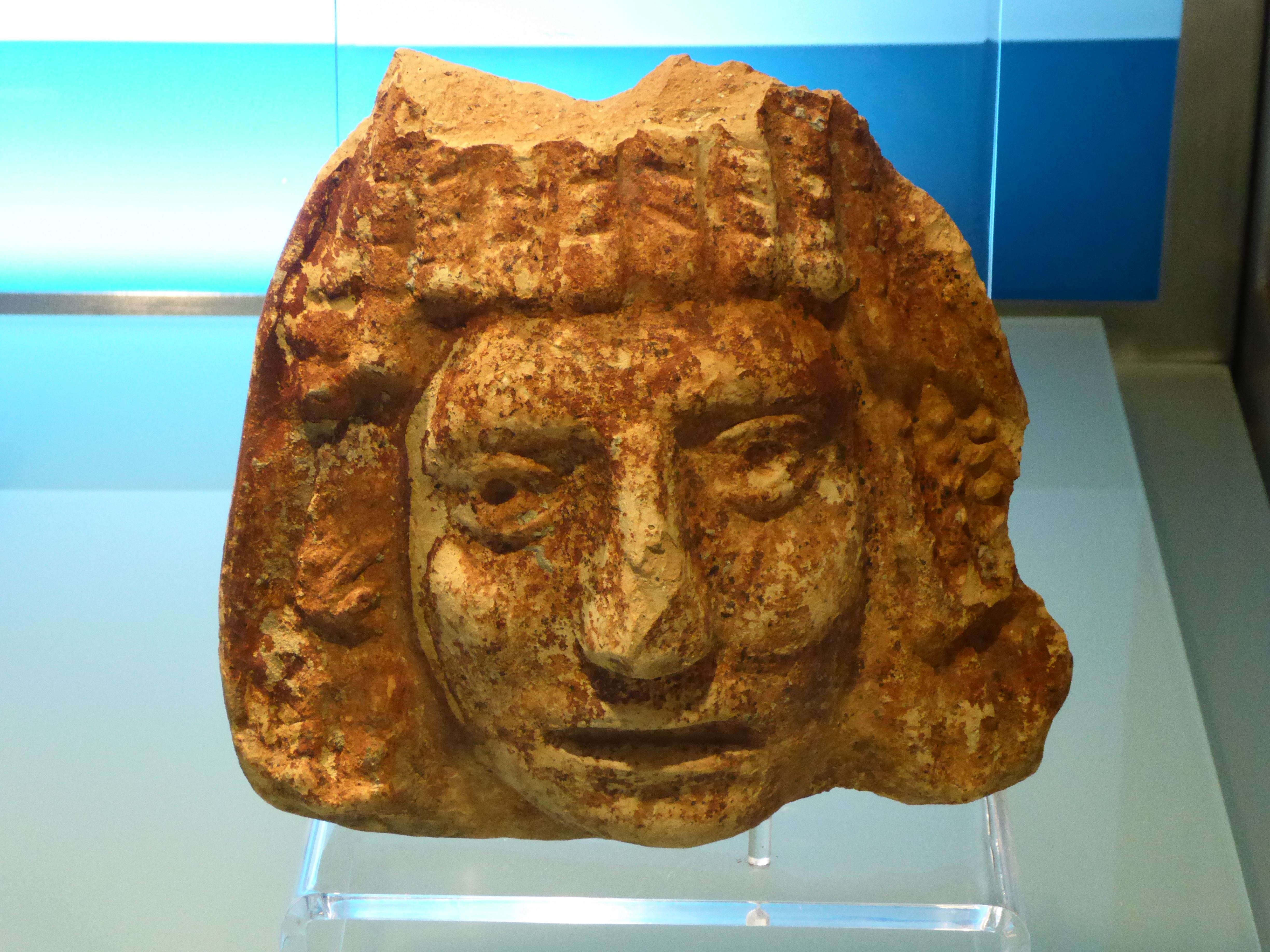
Cap de pedra
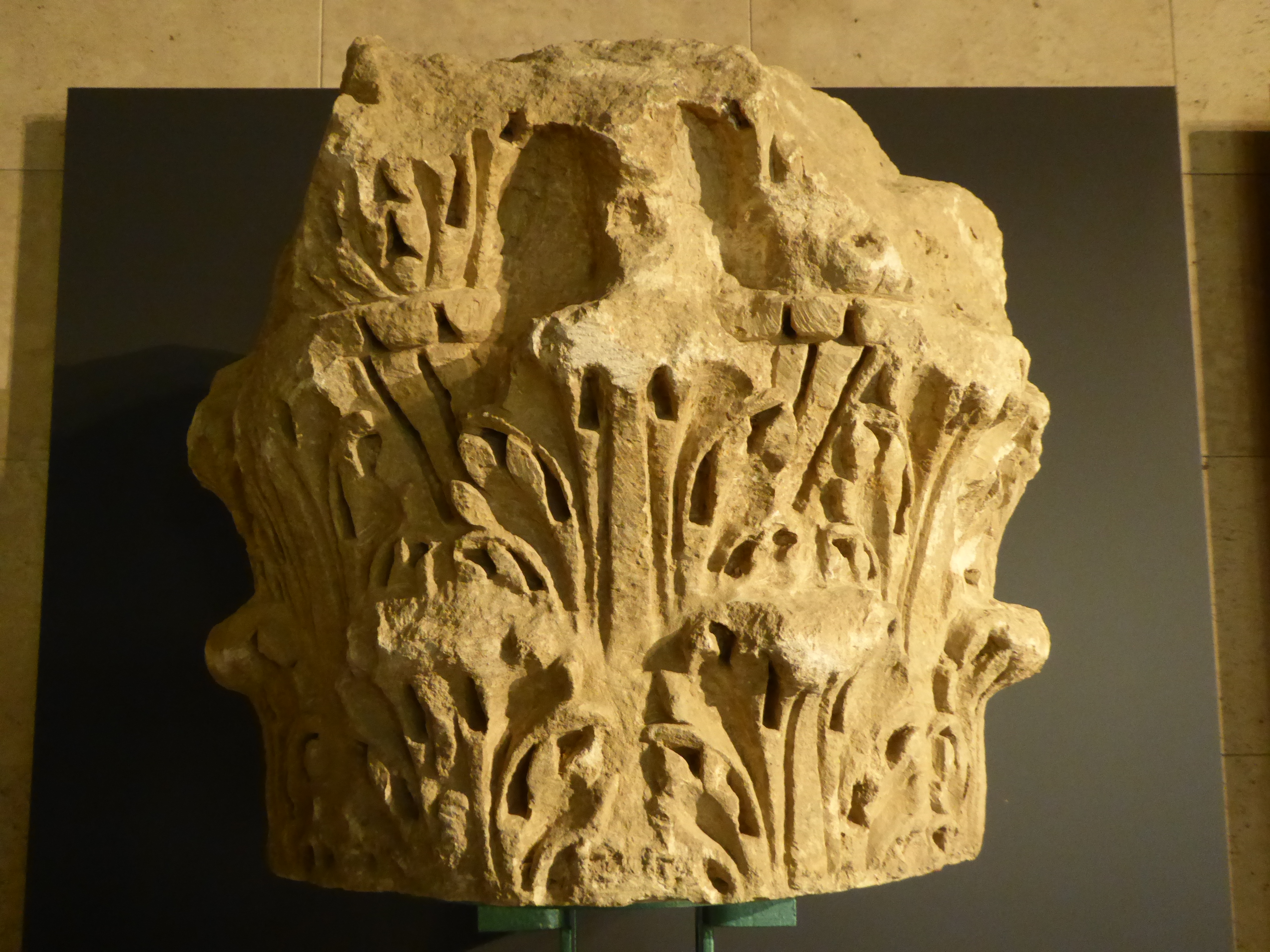
Capitell corinti
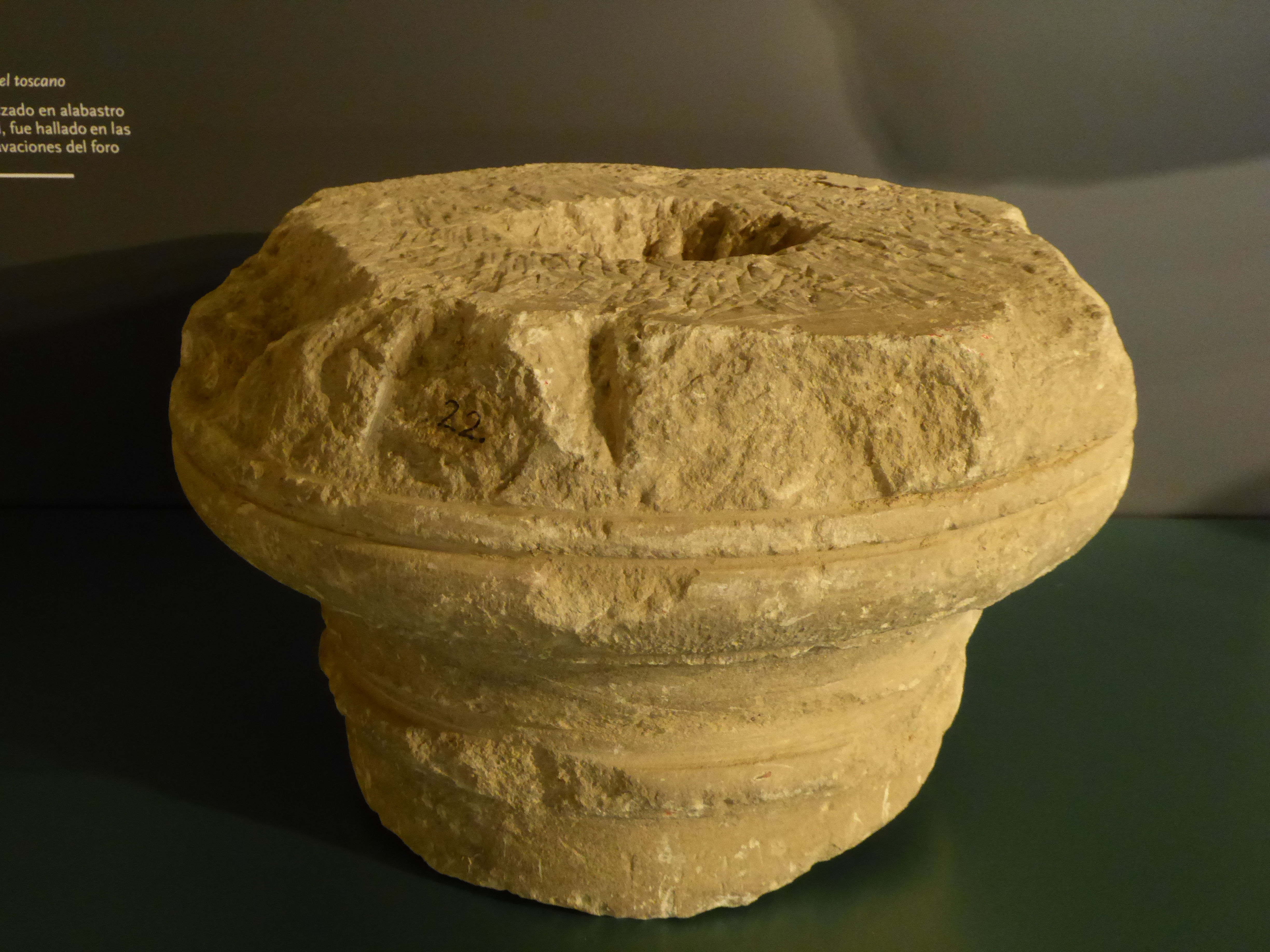
Capitell toscà
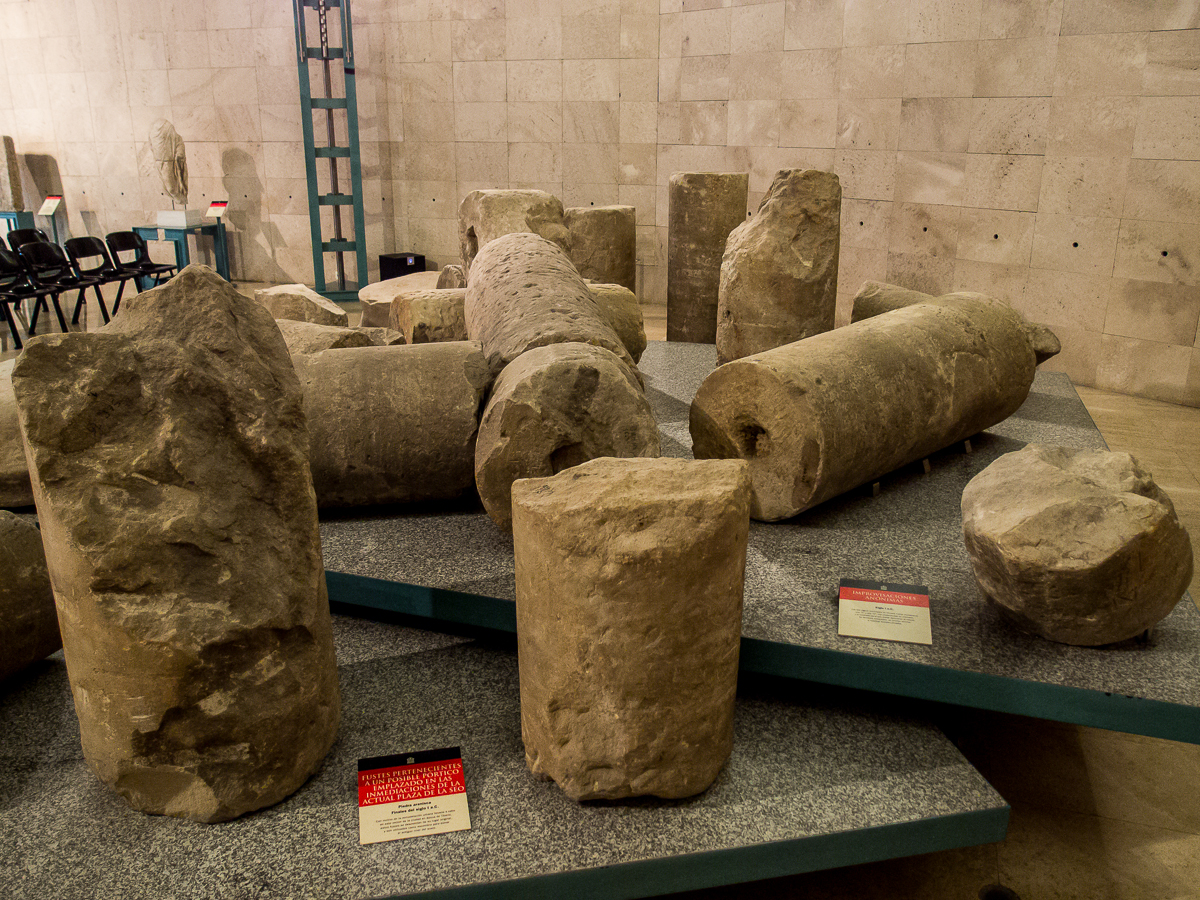
Restes de columnes
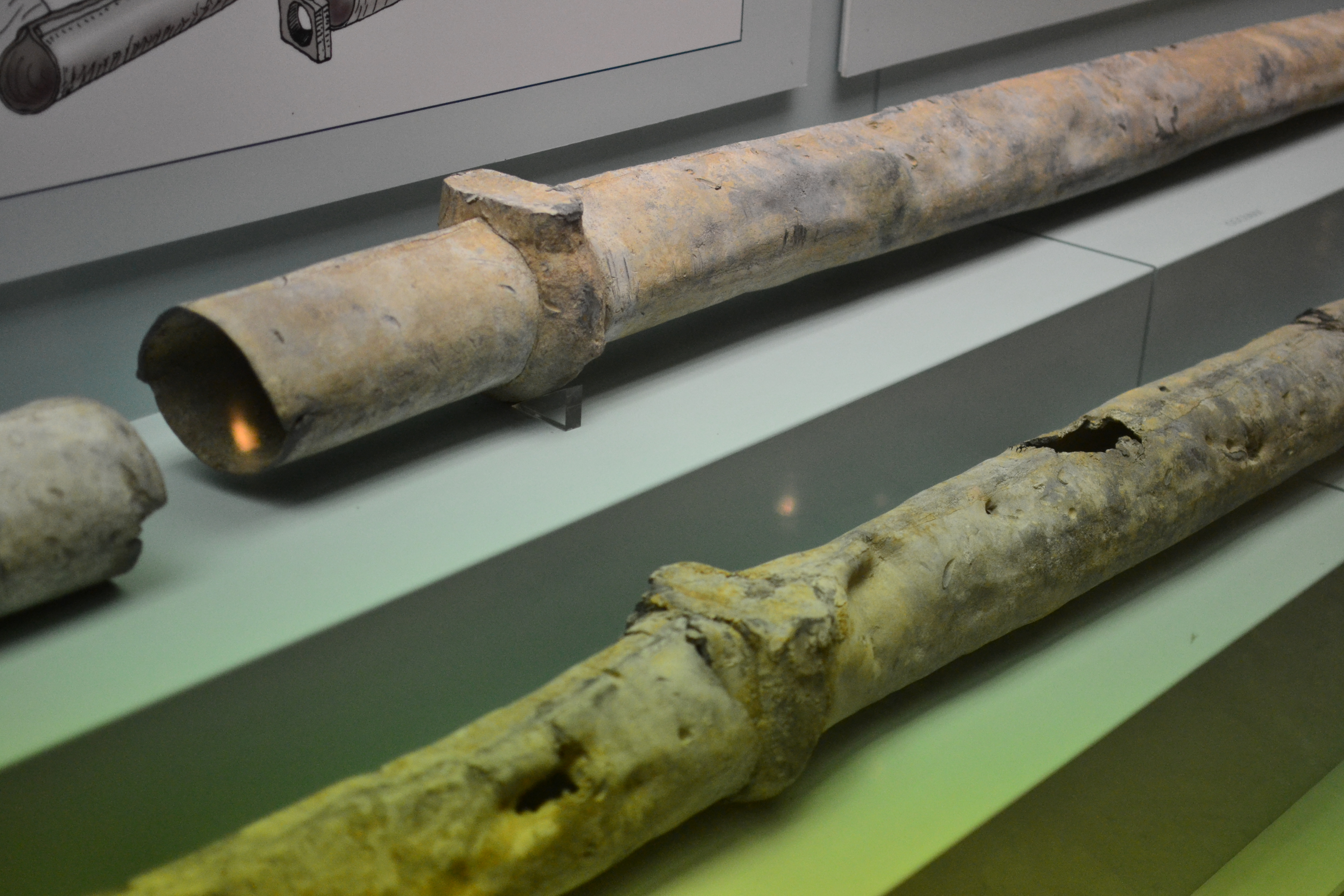
Antigues canonades
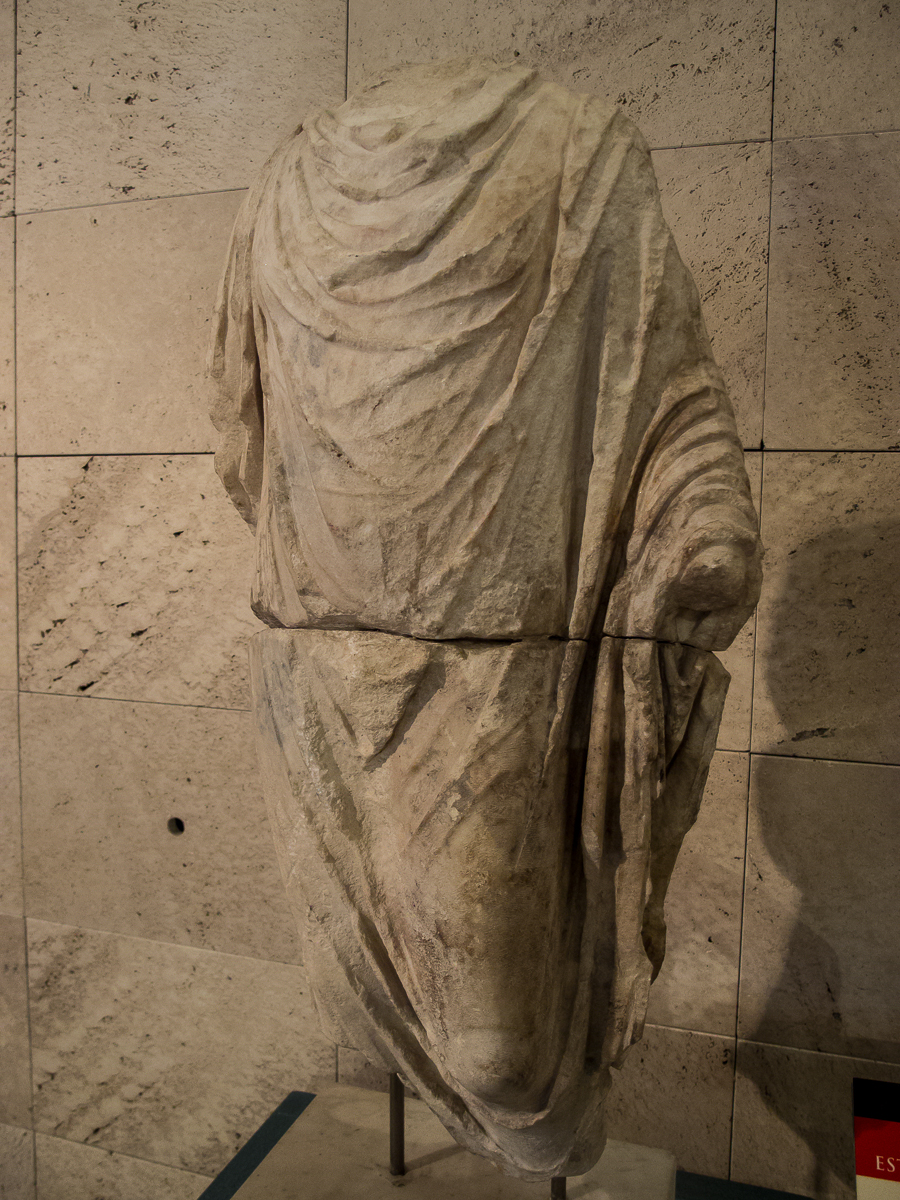
Estàtua
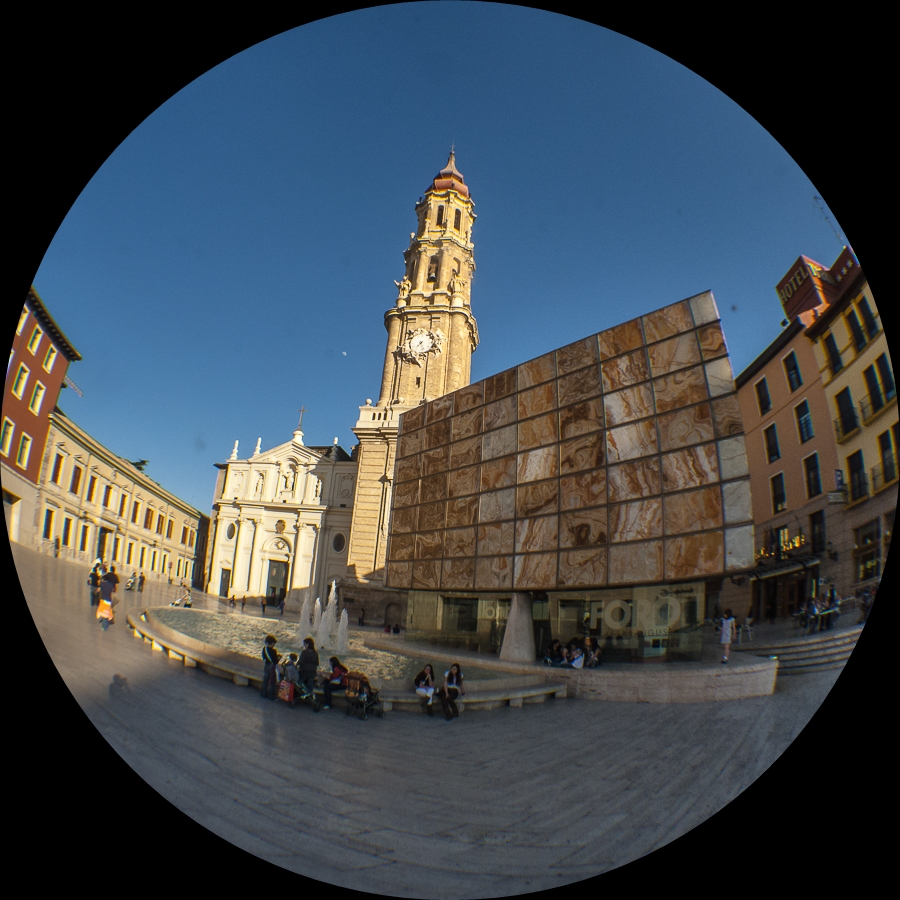
Vista exterior